# (33595) Jiwoolee
(33595) Jiwoolee es un asteroide perteneciente al cinturón de asteroides, descubierto el 10 de mayo de 1999 por el equipo del Lincoln Near-Earth Asteroid Research desde el Laboratorio Lincoln, Socorro, Nuevo México.

## Designación y nombre
Designado provisionalmente como  1999 JC49. Fue nombrado por Jiwoo Lee (n. 1999) quien recibió el premio a la mejor de su categoría y el primer puesto en la Feria Internacional de Ciencias e Ingeniería de Intel de 2016 por su proyecto de ciencias biomédicas y de la salud. También recibió el premio Intel and Indo-US Science & Technology Forum Award. Asiste a la Academy for Medical Science Technology en Hackensack, Nueva Jersey, EUA.

## Características orbitales
Jiwoolee está situado a una distancia media del Sol de 2,472 ua, pudiendo alejarse hasta 2,727 ua y acercarse hasta 2,216 ua. Su excentricidad es 0,103 y la inclinación orbital 0,841 grados. Emplea 1419,46 días en completar una órbita alrededor del Sol.

## Características físicas
La magnitud absoluta de Jiwoolee es 15,25. Tiene 3,972 km de diámetro y su albedo se estima en 0,123.